# 美南駅
美南駅（ミナムえき）は、大韓民国釜山広域市東萊区にある釜山交通公社の駅である。
釜山交通公社の3号線から4号線が分岐している。

## 利用可能な路線
- 釜山交通公社
  - ●3号線 - 駅番号は309。
  - ●4号線 - 当駅を起点とする。駅番号は401。

## 駅構造
3号線・4号線共に島式ホーム1面2線の地下駅で、フルスクリーンタイプのホームドアが設置されている。出入口は14箇所に設けられている。

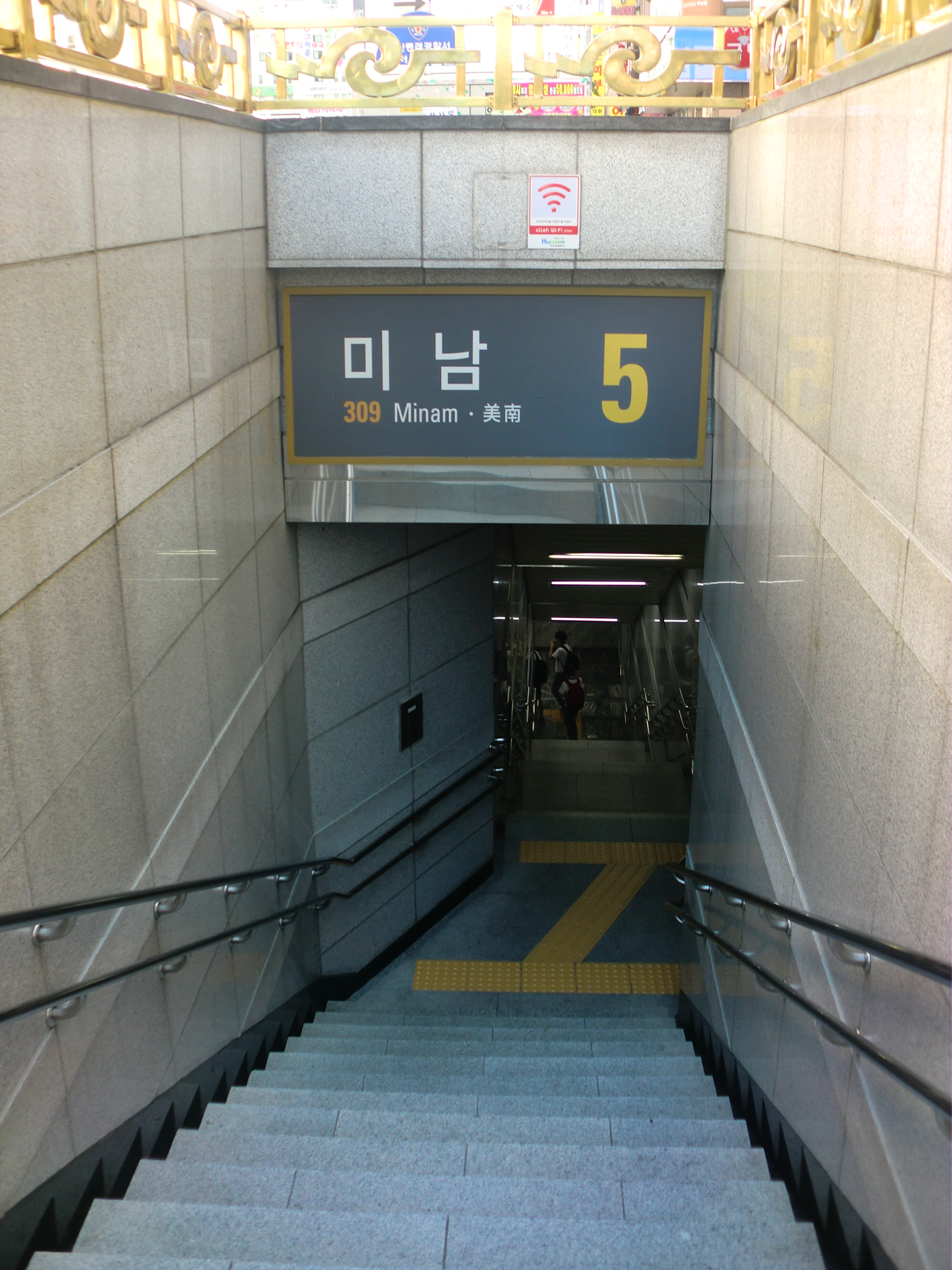
5番出入口（2015年5月）
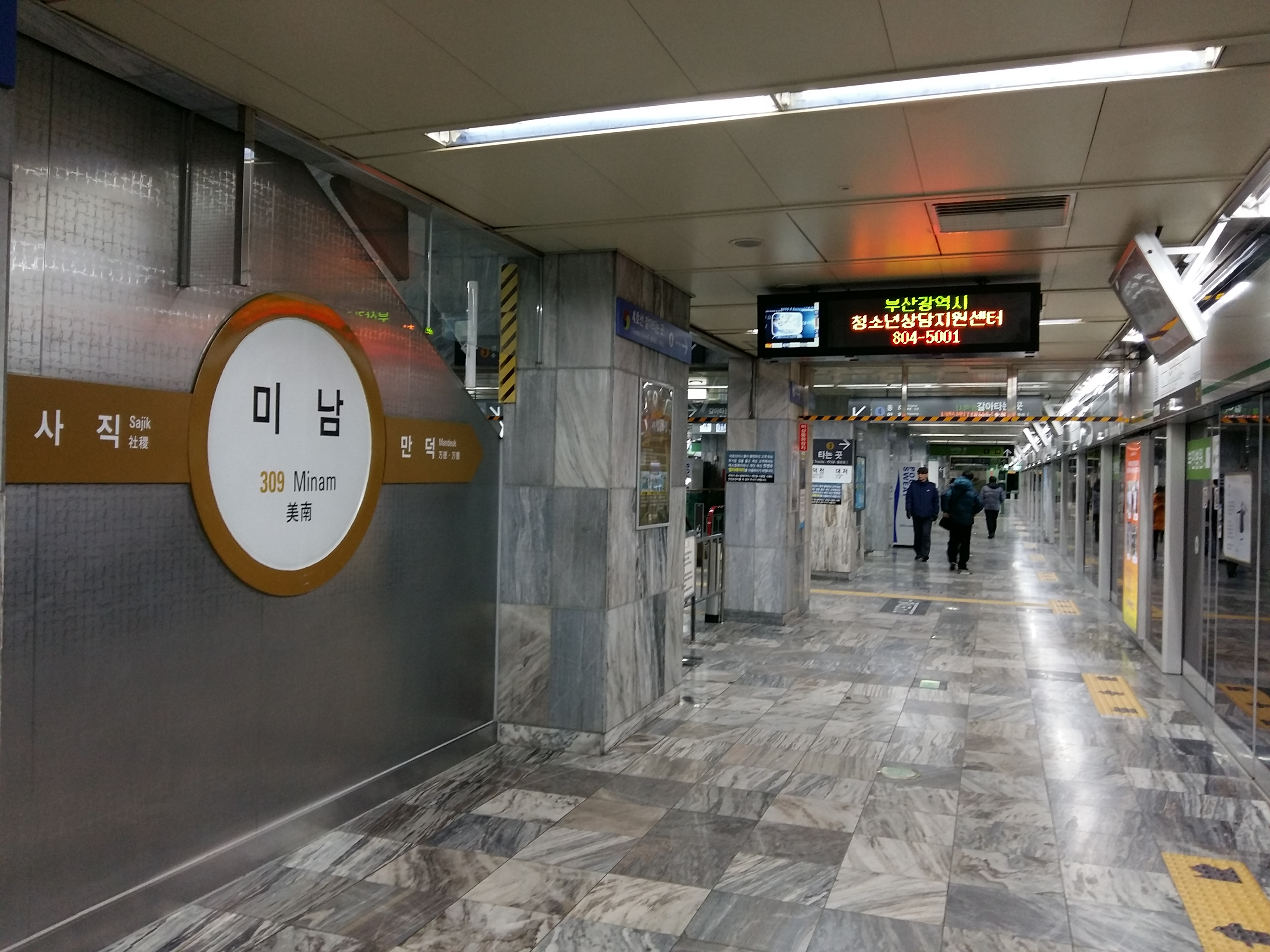
3号線下りホーム（2016年1月）
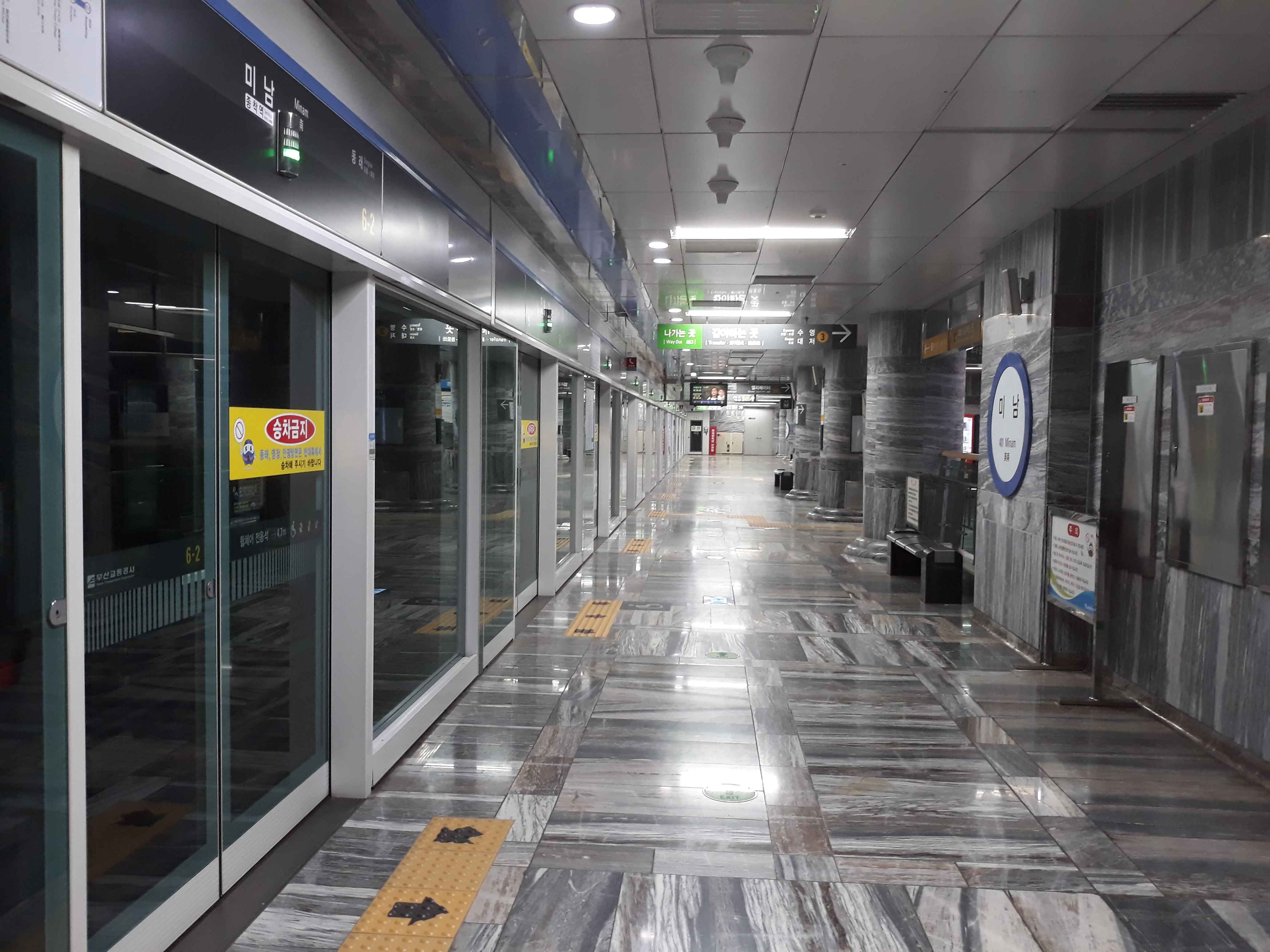
4号線上りホーム（2018年4月）
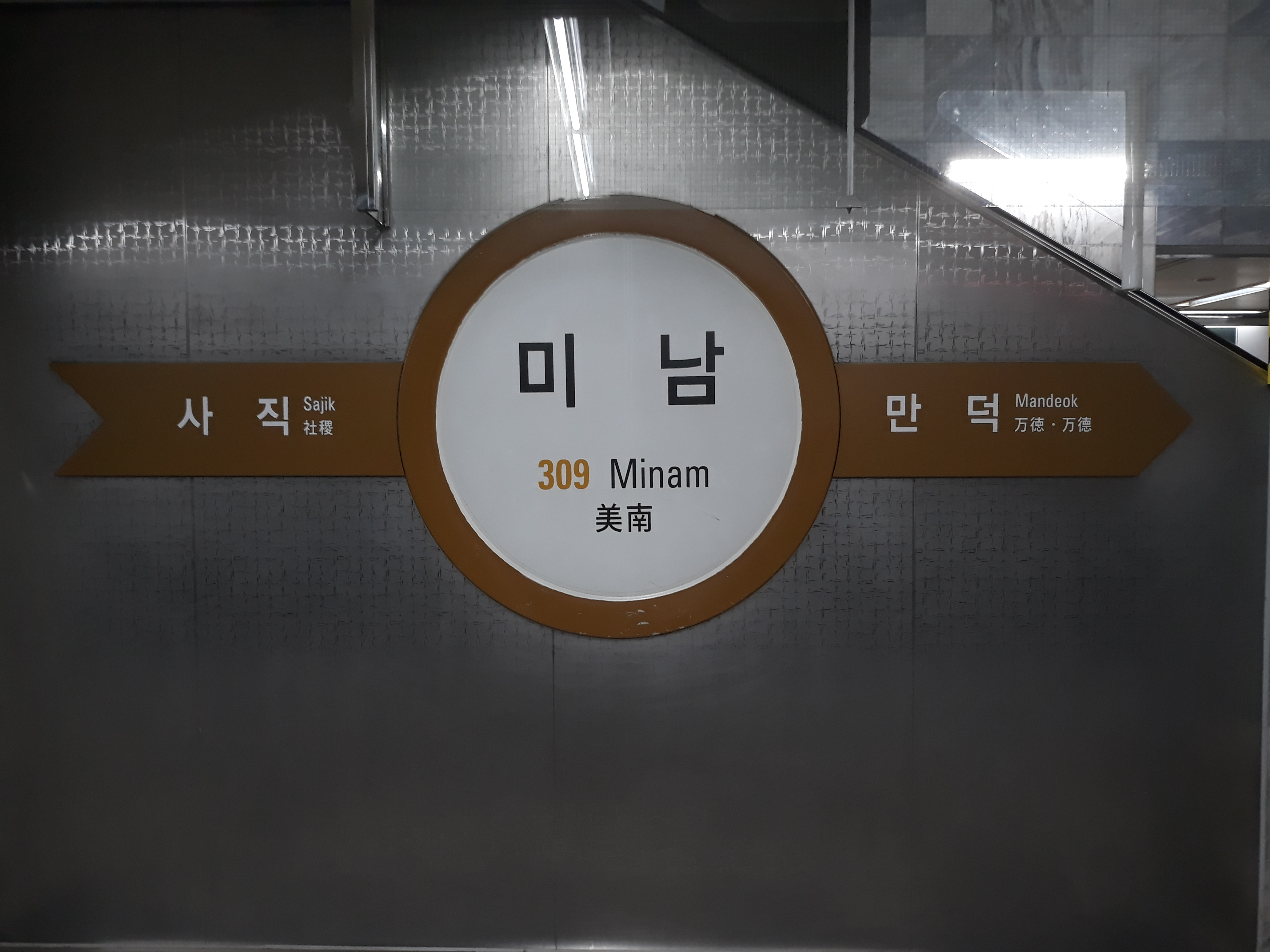
3号線の駅名標
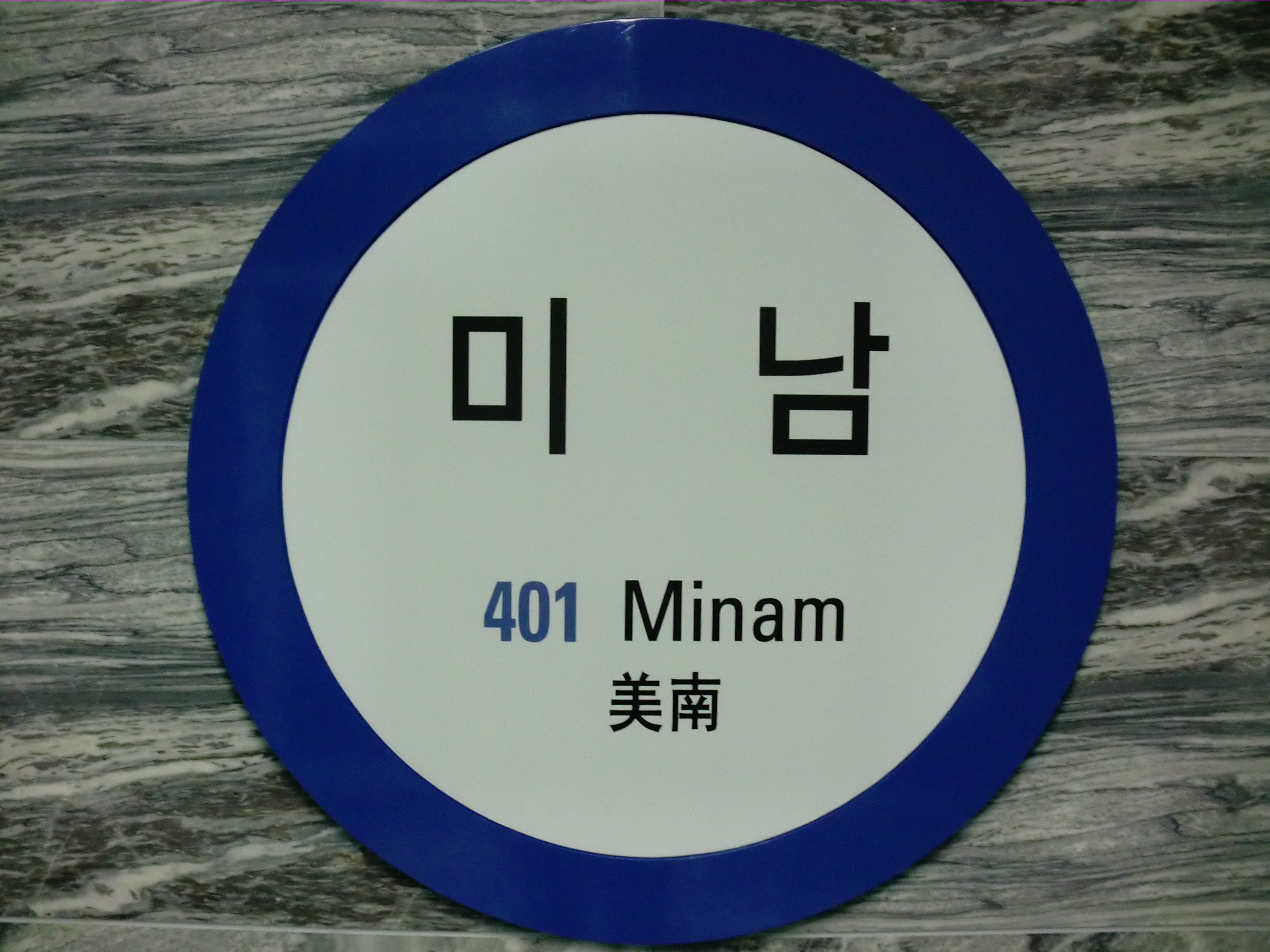
4号線の駅名標

### のりば
| 上り | 3号線 | 水営方面 |
| 下り | 3号線 | 大渚方面 |
| 上り | 4号線 | 降車専用 |
| 下り | 4号線 | 安平方面 |

## 歴史
- 2005年11月18日 - 3号線の駅として開業。
- 2011年3月30日 - 4号線が開業し、3号線との接続駅となる[1]。

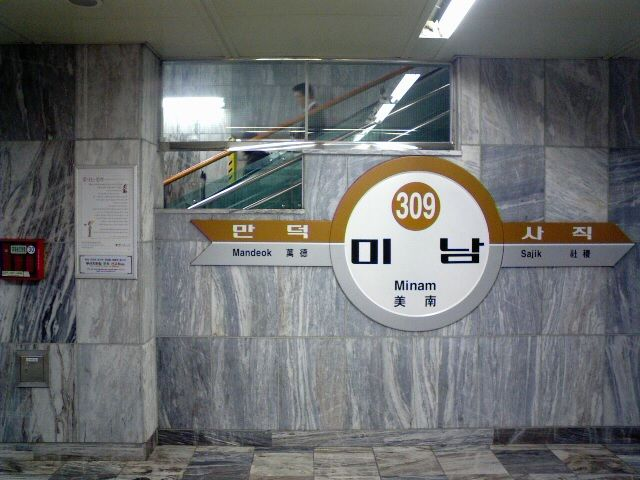
旧駅名標（2008年4月）

## 駅周辺
- 金剛初等学校
- 温泉2洞治安センター

## 隣の駅
釜山交通公社
 3号線
社稷駅 (308) - 美南駅 (309) - 万徳駅 (310)
 4号線
美南駅 (401) - 東萊駅 (402)